# Элден, Марте
Марте Элден (норв. Marte Elden; род. 4 июля 1986, Левангер, Нур-Трёнделаг) — норвежская лыжница и легкоатлетка, призёрка этапа Тур де Ски. В лыжах специализируется в дистанционных гонках, а в легкой атлетике в беге на средние дистанции.

## Карьера
В Кубке мира по лыжным гонкам Элден дебютировала в ноябре 2005 года, в ноябре 2007 года впервые попала в десятку лучших на этапе Кубка мира, в эстафете. Всего на сегодняшний день имеет на своём счету 6 попаданий в десятку лучших на этапах Кубка мира, 3 в командных гонках и 3 в личных. Лучшим достижением Элден в общем итоговом зачёте Кубка мира является 20-е место в сезоне 2010/11.
За свою карьеру в чемпионатах мира, и Олимпийских играх участия не принимала.
Использует лыжи производства фирмы Fischer, ботинки и крепления Salomon.
На юниорском и молодёжном уровне Элден, помимо лыжных гонок, успешно занималась лёгкой атлетикой. В 2003 году, на Летнем Молодёжном Олимпийском Фестивале была 6-й в беге на 800 метров и 4-й в беге на 1500 метров. В 2004 году принимала участие в чемпионате мира среди юниоров. Её личные рекорды: бег на 800 метров — 2:06,77 и бег на 1500 метров — 4:25,06.